# Marion Kurz
Marion Kurz (* um 1960 in Roden in Unterfranken, Bayern) ist ein deutsches Fotomodell sowie ehemalige Schönheitskönigin.
1981 wurde sie als Miss Bayern im Münchener Hotel Hilton zur Miss Germany gekrönt. Am 20. Juli 1981 nahm sie an der Wahl zur Miss Universe in New York teil und erreichte dort das Halbfinale. Danach wurde sie als Fotomodell bekannt (Playboy 6/1982 „Miss Germany ohne Schärpe: Marion Kurz“). 
Sie machte danach laut Angabe der Miss Germany Corporation eine Karriere als erfolgreiches Mannequin und Darstellerin in Fernsehwerbespots.